# ポール・ブリッグス
ポール・ブリッグス（Paul Briggs、1975年8月13日 - ）は、ニュージーランド出身、オーストラリア国籍の男性プロボクサー、元キックボクサー。クライストチャーチ出身。元OPBF東洋太平洋ライトヘビー級王者。

## 来歴

### キックボクサー時代
幼少期からキックボクシングのトレーニングを始め、15歳でプロに転向。17歳にしてジョムホート・ソーチタラダ（後のジョムホート・キアタディサック）の持つ世界タイトルに挑戦するがローキックで2RKO負けする。その後タイに渡り2年間そこで練習を積むと、19歳の時にWKAムエタイ世界スーパーミドル級王座を獲得した。
1993年12月5日にオーストラリアのメルボルンで佐竹雅昭と共にやってきた金泰泳に1RKO勝ち。1999年12月24日に来日し内田ノボルと対戦。4R開始直後にKO勝ち。

### ボクサー時代
1994年6月19日、プロデビュー戦を行い判定で勝利を収める。2戦目は3年後の1997年1月4日に行い、試合間隔が空いたせいか、プロ入り初の負けを喫するという結果になった。
2000年7月28日、ダニエル・ローセル（オーストラリア）と空位のIBFパンパシフィッククルーザー級王座決定戦に出場し、5回負傷判定による勝利で王座の獲得に成功した。同年11月24日、アドリアン・ベリンと空位のオーストラリアライトヘビー級王座かけ対戦し、8回TKO勝利でタイトル獲得に成功した。(この王座は1度防衛した。)
2002年3月4日、空位だったタイトルを懸けポール・スモールマン（オーストラリア）に勝利し、OPBF東洋太平洋ライトヘビー級王者となった。(OPBF王座は3度防衛し返上した。)
2004年8月15日、WBC世界ライトヘビー級王座挑戦者決定戦をスティーピ・ダービシュ（クロアチア）と行い、3-0の判定で勝利し、同時に挑戦権を獲得した。
2005年5月21日、にトマシュ・アダメク（ポーランド）と空位のWBC世界ライトヘビー級王座を懸けて対戦するが、0-2の判定で敗れた。2006年10月7日のWBC王者アダメクとの再戦では、1ラウンドにダウンを奪うが、その後挽回され、またもや0-2の判定で敗れた。
2007年2月4日、ロベルト・ヴァン・アスウェゲン（南アフリカ）とIBFオーストラレーシアライトヘビー級王座決定戦を行い、大差判定勝利でタイトル獲得となった。
その後3年間試合を行わなかったが、2010年7月21日、ダニー・グリーン（オーストラリア）が持つIBO世界クルーザー級王座に挑戦するも、3年間のブランクが影響したせいか、体がまったく動かずわずか1回29秒TKO負け。不甲斐ない試合をしたため観客からはブーイングを受ける結果となった。

## 戦績
- プロキックボクシング:60戦54勝5敗1分
- プロボクシング: 30戦26勝(18KO)4敗

## 獲得タイトル
- プロキックボクシング
  - WKAムエタイ世界スーパーミドル級王座
- プロボクシング
  - IBFパンパシフィッククルーザー級王座
  - オーストラリアライトヘビー級王座
  - OPBF東洋太平洋ライトヘビー級王座
  - IBFオーストラレーシアライトヘビー級王座